# 번리구

번리구의 위치

번리구(영어: Borough of Burnley)는 잉글랜드 랭커셔주에 위치한 비도시 자치구로 중심 도시는 번리이며 인구는 87,291명(2014년 기준), 면적은 110.7km2이다.